# Милева Закрајшек
Милева Закрајшек (Постојна, 6. август 1885 — Марибор, 4. мај 1971) је била југословенска и словеначка филмска и позоришна глумица.

## Филмографија
Дугометражни филм
|                   | 1940 | 1950 | 1960 | Укупно |
| ----------------- | ---- | ---- | ---- | ------ |
| Дугометражни филм | 1    | 2    | 1    | 4      |
|           | Назив            | Улога     |
| --------- | ---------------- | --------- |
| 1948      | На својој земљи  | Ангелца   |
| 1950-te ▲ |                  |           |
| 1952      | Свет на Кајжарју | Озмечевка |
| 1955      | Три приче        | /         |
| 1960-te ▲ |                  |           |
| 1960      | Веселица         | /         |